# Дуда (футболістка, 1995)
Марія Едуарда Франселіну да Сільва або просто Дуда (порт.-браз. Maria Eduarda Francelino da Silva / Duda; нар. 18 липня 1995, Ресіфі, Пернамбуку, Бразилія) — бразильська футболістка, нападниця клубу «Сан-Паулу» та національної збірної Бразилії.

## Клубна кар'єра
Народилася в штаті Пернамбуку. Дорослу футбольну кар'єру розпочала в «Віторії дас Тобакуш», у футболці якої дебютувала 19 вересня 2013 року в переможному (1:0) домашньому поєдинку 1-го туру Серії А проти «Каукаї». Дуда вийшла на поле в стартовому складі та відіграла увесь матч, на 20-ій хвилині отримала жовту картку, а на 34-ій хвилині відзначилася дебютним голом у дорослому футболі. У 7-ми матчах бразильського чемпіонату відзначилася 6-ма голами. З 2014 по 2017 рік виступала за бразильські клуби «Сан-Франсишку», «Сентру Олімпіку», «Корінтіанс» та «3Б да Амазонія», але отримувала невелику кількість ігрового часу.
У 2018 році виїхала до Норвегії, де уклала договір з «Авальдснесом». У новій команді дебютувала 19 травня 2018 року в переможному (2:0) домашньому поєдинку 8-го туру Топпсерієн проти «Русенборга». Марія вийшла на поле в стартовому складі, а на 77-ій хвилині її замінила Ода Арнесен. Дебютним голом за «Авальдснес» відзначилася 4 липня 2018 року на 56-ій хвилині програного (1:4) виїзного поєдинку 14-го туру Топпсерієн проти «Арни-Бйорнара». Дуда вийшла на поле в стартовому складі та відіграла увесь матч. У команді відіграла два сезони, за цей час у вищому дивізіоні чемпіонату Норвегії зіграла 33 матчі (5 голів), ще 5 поєдинків (1 гол) провела у жіночій Лізі чемпіонів.
У 2020 році повернулася на батьківщину, де підсилила «Сан-Паулу». За нову команду дебютувала 10 лютого 2020 року в програному (0:1) виїзному поєдинку 1-го туру Серії А проти «Крузейру». Марія вийшла на поле в стартовому складі та відіграла увесь матч, а на 87-ій хвилині отримала жовту картку. Дебютним голом за «Сан-Паулу» відзначилася 14 лютого 2020 року на 8-ій хвилині нічийного (2:2) домашнього поєдинку 2-го туру проти «Інтернасьйонала». Дуда вийшла на поле в стартовому складі та відіграла увесь матч, а на 23-ій хвилині отримала жовту картку.

## Кар'єра в збірній
У футболці молодіжної збірної Бразилії дебютувала 6 серпня 2014 року в нічийному (1:1) поєдинку молодіжного чемпіонату світу проти Китаю. Дуда вийшла на поле в стартовому складі, а на 64-ій хвилині її замінила Керол Баяна. Загалом на вище вказаному турнірі провела 2 поєдинки.
У футболці національної збірної Бразилії дебютувала 13 грудня 2019 року в переможному (6:0) товариському поєдинку проти Мексики. Дуда вийшла на поле в стартовому складі, на 10-ій хвилині відзначилася першим голом за національну команду, а на 46-ій хвилині її замінила Аліне Мілене.

## Досягнення
«Сан-Паулу»
- Кубок Паулісти
  -  Фіналіст (1): 2020